# Социальный конфликт
Социальный конфликт — наивысшая стадия развития противоречий в отношениях между людьми, социальными группами, общества в целом, которая характеризуется столкновением противоположно направленных интересов, целей, позиций субъектов взаимодействия. Конфликты могут быть скрытыми или явными, но в их основе всегда лежит отсутствие согласия между двумя или более сторонами. В области научного знания существует отдельная наука, посвящённая конфликтам — конфликтология.
Конфликт — это столкновение противоположных целей, позиций, субъектов взаимодействия. Вместе с этим, конфликт является важнейшей стороной взаимодействия людей в обществе, своего рода клеточкой социального бытия. Это форма отношений между потенциальными или актуальными субъектами социального действия, мотивация которых обусловлена противостоящими ценностями и нормами, интересами и потребностями. Существенная сторона социального конфликта состоит в том, что эти субъекты действуют в рамках некоторой более широкой системы связей, которая модифицируется (укрепляется или разрушается) под воздействием конфликта. Если интересы разнонаправлены и противоположны, то их противостояние будет обнаруживаться в массе самых разных оценок; они сами найдут для себя «поле столкновения», при этом степень рациональности выдвигаемых притязаний будет весьма условной и ограниченной.

## Причины социальных конфликтов
Причина социальных конфликтов кроется в самом определении — это противоборство индивидов или групп, преследующих социально значимые цели. К таким причинам можно отнести: социальное неравенство, эгоистичность людей, несовпадение ценностей индивидов в обществе, религиозные различия, несовершенство человеческой психики, неравенство в доходах и другие. Социальный конфликт является результатом (следствием) определенных причин, поводов, условий, которые играют разную роль в возникновении данного следствия — социального конфликта. Для прогнозирования, диагностики, пресечения, разрешения социального конфликта как определенного результата нужно четко разграничить его причины, поводы, условия.
Анализ поводов, условий, причин нужно начинать с определения того следствия, по отношению к которому какие-то факторы определяются как поводы, причины, условия. Например, по отношению к кипящему чайнику (следствию) желание студента выпить чая является поводом; нагревание воды в чайнике – причиной, а наличие чайника, воды, источника тепла и т.п. выступают как условия (кипения воды в чайнике).
Причинно-следственная связь. Причинно-следственная связь (связь между причиной и следствием) является, прежде всего, генетической. Это значит, что причина (какой-то фактор) по времени предшествует своему следствию и входит в его состав вещественно, энергетически, информационно. Например, энергия от источника огня (электроплиты) входят в состав кипящей в чайнике воды своей энергетической составляющей и по времени предшествует следствию. Война в Чечне была результатом и информационного предубеждения, и энергетических усилий, и военных (материальных) действий ее участников. Не каждое предшествующее по времени следствию событие является его причиной. Например, перед получением двойки на экзамене дорогу студенту перебежала кошка. Между кошкой и двойкой нет генетической связи, они не вытекают одно из другого информационно, энергетически, вещественно.
Условия — это явления, которые не входят вещественно, энергетически, информационно в состав данного следствия, но участвуют в нем опосредованно. Например, условием кипения воды в чайнике является наличие чайника, воды, источника тепла и т.п., которые сами по себе не вызывают кипения воды в чайнике.
Повод — это событие (фактор), которое по времени предшествует следствию и запускает причинно-следственную связь. Примеры поводов: желание студента попить чай по отношению к кипению воды; нежелание тогдашнего чеченского руководства во главе с Масхадовым выполнить требования федеральной власти – по отношению к Чеченской войне (ее началу) и т.п.Выделение причин, условий, поводов важно при анализе социального конфликта как определенного следствия:
1. довольно часто участники социального конфликта всеми правдами и неправдами пытаются скрыть истинные его причины, выдать повод и условия конфликта за его причины;
2. чтобы спрогнозировать, предупредить, предотвратить, разрешить какой либо социальный конфликт, нужно четко разграничить его причины, условия и поводы.

Взаимосвязь причины и следствия. Причина и следствие находятся во взаимной связи:
1. следствие само вызывает цепочку многообразных и распространяющихся веером следствий. Например, война в Чечне осложнила экономическое, политическое, моральное положение России;
2. следствие оказывает обратное влияние на причину, его породившую. С одной стороны, оно истощает причину материально, энергетически, информационно. Так, истощаются военная и моральная мощь воюющих сторон и т.п. С другой стороны, следствия, оказывают обратное влияние на причину, его породившую. Например, первая война в Чечне породила мощное движение за прекращение этой бойни.

При определении причин социального конфликта следует учитывать многочисленные классификации типов причинности (причинно-следственных связей):
1. по субстанциальному содержанию рассмотренного выше причинно-следственного взаимодействия;
2. по характеру причинно-следственных связей – динамические (однозначные) и статистические (вероятностные), которые зависят от множества случайных факторов и потому у них трудно определить какие-то постоянные и определенные причины. Например, можно говорить о вероятности в России диктатуры, социального взрыва и т.п.
3. объективные и субъективные, главные и второстепенные, многофакторные и простые (один фактор вызывает следствие).

Связь между причинами и социальным конфликтом может быть необходимой и случайной. Роль случайности в развитии социальных конфликтов между ними чрезвычайно важна. Иногда можно считать, что необходимость является дополнением случайности, а не наоборот, как полагали марксисты-ленинцы. В результате этого соотношение необходимости и случайности в развитии социального конфликта прогнозировать трудно, а некоторые полагают – и невозможно. Тем не менее, в зависимости от соотношения необходимого и случайного социальные конфликты можно разделить на необходимые и случайные, на реальные и формальные.

### Субъективные причины
Субъективные причины социальных конфликтов заключаются в определенных чертах мировоззрения, ментальности, характера (психология), уровня интеллекта социальных субъектов. Более конкретно эти субъективные характеристики субъектов проявляются в определенных чувствах, убеждениях, интересах, идеях, под влиянием которых действуют субъекты и начинается социальный конфликт. Чувства, убеждения, интересы, идеи. Психические побуждения субъектов к деятельности представляют собой чувства, убеждения, интересы, идеи, в которых в единстве сопряжены эмоции и цели. Цель — представление о предполагаемом результате действия, указывающее, ради чего оно совершается. Цель всегда предполагает план (программу) ее реализации. Эмоция — это душевная (психическая) и физическая энергия, с помощью которой субъект осуществляет действия.
Чувства представляют собой психологические состояния субъекта, в которых целеполагающая и эмоциональная составляющие социального действия слиты воедино. Субъект осуществляет действия под влиянием эмоций зависти, страха, агрессивности, мести в какой-то степени нерационально, нерасчетливо, непродуманно. Чувственный порыв к социальному действию, вызванный обидой, страхом, завистью, местью, ненавистью, часто становится причиной социальной напряженности и социального конфликта. Южные народы в силу своей эмоциональности более конфликтогенны, чем северные народы. Субъективными причинами социальных конфликтов могут быть чувство страха, любовь, негодование, ненависть, гордость и т.п.
Убеждения представляют собой идейно-психологическое состояние субъекта, включающее:
1. знание о чем-то, которое субъект считает истинным (правильным);
2. знание, которое субъект может аргументировать себе и другим;
3. знание, вызывающее положительные эмоции (и тем самым превращающееся в форму веры), которым субъект руководствуется в своей деятельности.

Социальный конфликт часто возникает из-за столкновения разных убеждений субъектов, разных взглядов (знаний) по одной и той же проблеме: производственной, экономической, политической, территориальной, религиозной и т.п. Например, до сих пор существует конфликт между католической и православной церковью по проблеме бога, обрядов и т.п., конфликт между коммунистами и либералами по вопросу справедливости, демократии, политического устройства.
Интерес — это интеллектуально-психическое стремление (влечение) субъекта к предметам, являющимся для него ценностями (благами). В зависимости от этих благ выделяют интересы материальные (пища, одежда, жилье и т.п.), экономические (деньги, драгоценности, акции и т.п.), политические (власть, статус, служебное положение и т.п.), религиозные (бог, коммунистическая идея и т.п.), моральные (добро, долг, честь, справедливость и т.п.), эстетические (красота, комическое, трагическое и т.п.).
Интересы включают:
1. цель деятельности, т.е. представление о необходимом субъекту благе (материальном, экономическом, политическом и т.п.) в сознании субъекта;
2. план (программа) действий и операций, направленных на ее достижение (реализация цели);
3. эмоционально-волевое стремление (влечение) субъекта к предмету интереса. В целом интерес представляет собой функциональную, динамическую, организационную, психологическую систему регуляции деятельности субъекта, но не саму эту деятельность.

Очевидно, что материальные, эстетические и другие интересы различаются характером целей, программ деятельности, эмоционально-волевых стремлений. Но в то же время между интересами по своей психологической, организационной, динамической форме много общего, что и позволяет их выделять как специфические регулятивные механизмы деятельности субъектов (индивидов, организаций, общностей).
Общие для многих индивидов интересы, характеризующие социальные организации (партии, государства, союзы и т.п.), социальные институты (семейные, образовательные, хозяйственные и т.п.) и социальные общности (профессиональные, политические, территориальные), исторические общности (этносы, нации, цивилизации), выступают в форме идей: национального самоопределения, мирового господства, коммунистического равенства, бога и т.п. Эти идеи связываются с интересами индивидов, а через них — с эмоциями людей и становятся регуляторами (мотивами) их деятельности. Поэтому Маркс подчеркивал, что идея всегда теряет свою побудительную силу, когда она отделяется от интереса индивидов.
Субъективные причины социальных конфликтов могут заключаться в:
1. противоречия между интересами людей и нормами поведения в обществе, на что обратил внимание Парсонс. Например, норма требует заботы о других, а экономический интерес толкает к наживе. Это всегда вызывает социальный конфликт как внутри субъекта, так и между субъектами;
2. противоречие между одинаковыми интересами разных субъектов, направленными на один и тот же предмет (власть, нефть, территорию, суверенитет и т.п.);
3. противоположные интересы разных субъектов (например, чеченские экстремисты стремятся к суверенитету, а Россия – к территориальной целостности);
4. непонимание интересов, намерений, действий субъектами, которые начинают видеть в них угрозу себе. К таковым можно отнести и экономические трудности, и национальное самоопределение, и национальную гордость, и стремление к лидерству и т.п.

Потребность. Глубинной основой социального конфликта являются потребности социальных субъектов. Именно они образуют сущность эмоций, убеждений, интересов, идей и других субъективных побуждений социальных конфликтов. Социальные конфликты в конечном счете являются результатом неудовлетворения или ущемления (частичного удовлетворения) некоторых основных потребностей социальных субъектов в безопасности, благосостоянии, самоутверждении, идентичности.
Нужда, потребность, удовлетворение образуют цикл функционирования социального субъекта. Нужда представляет собой противоречие между необходимым и фактическим состоянием «тела» субъекта, отражающееся в виде эмоций, чувств, суждений недовольства («Я голоден», «Я бесправен» и т.п.). Удовлетворение –это единство необходимого и фактического состояния «тела» субъекта, отражающееся в эмоциях, чувствах, суждения удовлетворения («Я сыт», «Я полноправен» и т.п.). Это пассивные состояния субъекта под влиянием взаимодействия внутренней (тело) и внешней среды.
Потребность представляет собой побуждаемое нуждой стремление к удовлетворению, представляющее мощный сознательно – психологический механизм регуляции человеческой деятельности. Это не деятельность, а именно механизм регуляции деятельности, в которой потребность реализуется.
Потребность включает:
1. представление — цель о социальном благе, необходимом ему для удовлетворения;
2. совокупность интересов-целей, которые выступают средствами реализации потребности-цели;
3. программу оценочно-познавательных действий предметов среды для выбора среди них нужного блага;
4. программу потребительских действий и операций, превращающих предмет потребления в предмет удовлетворения и «тело» социального субъекта.

Все потребности людей можно разделить на материальные (в пище, одежде, жилье и т.п.), социальные (в безопасности, в уважении, в самоутверждении и т.п.), духовные (в добре, в справедливости, в красоте, в боге и т.п.). Они различаются своими предметами и сознательно-психологическими механизмами реализации. Потребность, реализуясь, не всегда приводит к состоянию удовлетворения субъекта. Тогда потребность либо усиливается, либо заменяется, либо исчезает. Последнее приводит к трансформации субъекта, так как потребности образуют его сущность.
Интеллект и социальный идеал как причины социальных конфликтов. Важнейшая субъективная причина социальных конфликтов — уровень интеллекта. Недостаток интеллекта часто становится субъективной причиной социальных конфликтов, когда организующая и агрессивная сторона не может «просчитать» соотношение своих и чужих сил, цену победы и поражения и ввязывается в конфликт в расчете на легкую победу, когда есть соответствующие потребности, интересы, убеждения и т.п. Так случилось с российским руководством во главе с Ельциным во время первой Чеченской войны. Одними из главных субъективных причин распада СССР и краха пролетарско-социалистической формации были отсутствие достаточного интеллекта и догматизм тогдашнего политического руководства страны.
Разумная деятельность социального субъекта представляет единство социального идеала и интеллекта. Только по отношению к имеющемуся у нас социальному идеалу мы можем оценить наши действия как правильные или неправильные. Социальный идеал различен у разных социальных субъектов, поэтому образует важнейшую субъективную причину социальных конфликтов. Большевики ради идеала социального равенства развязали кошмарный в России социальный конфликт, завершившийся гражданской войной, коллективизацией, индустриализацией, ликвидацией религии, изгнанием российской интеллигенции и единомыслием. Наличие либерального или социалистического идеала — важнейшее субъективное условие социального конфликта в современном обществе.

### Объективные причины
Субъективные причины социальных конфликтов представляют собой выражение объективных причин и их интерпретаций субъектами. Объективными же являются причины, которые находятся вне сознания и воли людей, социальных общностей, институтов, организаций. Множество объективных причин социальных конфликтов можно сгруппировать в несколько общих рядов.
Дезорганизация общества. Прежде всего, такой объективной причиной социальных конфликтов является, по мнению известного польского социолога Я. Щепаньского, дезорганизация общества, т.е. выход производственных (остановка производства и безработица), экономических (инфляция, невыплата заработной платы и т.п.), социальных (неравенство между разными социальными группами), политических (распад СССР, война в Чечне и т.п.), идеологических (борьба либерализма и коммунизма в постсоветской России) процессов за пределы существующих в обществе норм и угрожающих интересам индивидов, социальных групп, организаций.
Так, например, произошло после развала СССР, когда вместо государственного распределения благ и денег было введено рыночное, вместо социального равенства людей возникло ярко выраженное деление на нищих и богатых, когда исчезла руководящая роль партии, а судебная и правовая системы еще не возникли, когда коммунистическая идеология была признана утопической, а другая, кроме идеологии обогащения, не предложена.
Дезорганизация общества связана с дезинтеграцией государственных и общественных (семья, школа, профсоюз и т.п.) институтов (организаций), не способных удержать экологические, производственные, экономические, политические, идеологические процессы в нормальных для данного (в нашем случае постсоветского) общества пределах. Сюда же можно отнести природные (землетрясения, наводнения, цунами), техногенные (Чернобыль), экономические (обесценение вкладов, приватизация, финансовые катаклизмы и т.п.), политические (расстрел здания российского парламента в октябре 1993 г., реформа вертикали власти, начатая президентом В. Путиным и т.п.), военные (Чеченская война) катастрофы и события.
Состояние дезорганизации и дезинтеграции общества вызывает множество социальных конфликтов, которые внешне проявляются в распространении алкоголизма, сексуальной распущенности, росте преступности, увеличении психических заболеваний, распространении самоубийств и т.п.
Неравенство возможностей социальных субъектов. В качестве объективных причин социальных конфликтов часто называют неравенство возможностей социальных субъектов в бытовой, экономической, политический, национальной, образовательной, религиозной сферах. Это неравенство относится к ресурсам, статусам, ценностям субъектов. Есть субъекты с одинаковыми интересами, которым не хватает ресурсов. Например, не хватает (дефицит) жилья, работы, обеспеченности, власти и т.п. Так, сейчас значительной части людей не хватает денег на проживание, оплату жилья, покупку медикаментов, сохранение безопасности и т.п. Важнейшей объективной причиной социальных конфликтов является столкновение разных интересов. Например, либералы ориентированы на рыночную экономику за счет интересов простого народа. А простой народ не хочет жертвовать своей жизнью, привычками, убеждениями ради либеральных идей, планов, преобразований. Очевидно, что с развитием человечества дефицит многих благ будет углубляться, становясь объективной причиной социальных конфликтов, так же, как и противоположность интересов разных социальных субъектов.
Стремление устранить эти причины и тем самым социальные конфликты, особенно классовые (между буржуазией и пролетариатом), вызвало к жизни социалистические прожекты устранения того или иного вида неравенства вообще, особенно классового. И это было сделано в СССР и других странах пролетарского социализма. Основы многих социальных конфликтов по сути не были ликвидированы, а загнаны вглубь, как это произошло с конфликтами между интеллигенцией и пролетариатом и межнациональными. В результате обнаружились негативные последствия: достижение социального равенства в политических, социальных, экономических сферах и привело СССР к тоталитаризму, стагнации в экономике и уровне жизни населения, потере стимулов к труду и саморазвитию, обострению межнациональных отношений. В результате СССР утратил мотивы самодвижения и оказался в брежневский период в состоянии стагнации, что и привело, в конечном итоге, страну к развалу.
Это еще раз свидетельствует о том, что каждое неравенство является стимулом к саморазвитию людей и общества. Неравенство нельзя полностью устранять, его нужно только смягчать до определенного предела. Социальное неравенство существует и в странах либерального (США и др.) и демократического (Германия и др.) капитализма; например, в США большей степени, а в Германии — в меньшей.
Ученые давно обнаружили связь между социальным неравенством (равенством) и эффективностью общественного производства: чем выше социальное неравенство, тем больше эффективность общественного производств, темпы общественного развития и социальная нестабильность. В рыночных странах существует универсальный механизм нахождения баланса (единства) этих двух сторон. Это механизм политической демократии, наличия в политической надстройке общества правых, центристских и левых партий. Когда у власти стоят правые партии, общество ориентировано преимущественно на эффективность производства. Постепенно нарушается справедливое распределение произведенных благ, возникают возмущение трудящихся и политическая нестабильность. В результате к власти приходят левые партии, ориентированные на более справедливое перераспределение произведенных благ. Происходит снижение эффективности общественного производства. Постсоветской России предстоит еще очень длительный путь в этом направлении.
Объективные факторы побудители субъективных причин. Объективные причины — субъективные причины — социальный конфликт – такова причинно-следственная цепочка, связывающая конфликт с его причинами.
А могут ли субъективные факторы без объективных предпосылок, т.е. сами по себе, вызвать социальный конфликт? Да. В этом случае внутриличностные или межличностные конфликты, которые, по нашему определению, социальными не являются, станут причинами социального конфликта, как это, возможно, имело место в отношениях Ельцина и Дудаева перед началом первой Чеченской войны.
Если считать, что именно ущемление (неудовлетворение или частичное удовлетворение) потребностей социального субъекта является конечной причиной социального конфликта, то меняется и подход к его урегулированию. Для этого нужно, прежде всего, устранить объективные причины ущемления потребностей социальных субъектов, смягчить социальное неравенство, навести демократический порядок в обществе, не ущемлять одному социальному субъекту другого в его потребностях.

Разрешение социального противоречия из-за социального блага всегда должно ориентироваться на потребности субъектов. Разделить справедливо предмет конфликта можно только тогда, когда потребности потенциальных или актуальных противоборцев будут справедливыми. Поэтому подлинное разрешение социального конфликта возможно только при глубоком анализе противоборствующими субъектами своих потребностей, интересов, притязаний. Не случайно Дж. Бартон, руководитель коллектива исследователей, занимающихся проблемой разрешения социального конфликта, считает:
...только организационные усилия, которые полностью удовлетворяют основные человеческие потребности, могут принести подлинное завершение конфликта, т.е. такое его разрешение, которое во всем объеме затрагивает предмет спора и устанавливает новые, самодостаточные отношения между противниками.

## Типы социальных конфликтов
Ральф Дарендорф предлагает следующую классификацию социальных конфликтов:
1. По количеству участников конфликтного взаимодействия:
- внутриличностные — состояние неудовлетворенности человека какими-либо обстоятельствами своей жизни, которые связаны с наличием у него противоречащих друг другу потребностей, интересов, стремлений и могут вызвать аффекты;
- межличностные — разногласие между двумя или более членами одной группы или нескольких групп;
- межгрупповые — происходят между социальными группами, которые преследуют несовместимые цели и своими практическими действиями препятствуют друг другу;

2. По направленности конфликтного взаимодействия: горизонтальные — между людьми, не находящимися в подчинении между собой;
вертикальные — между людьми, находящимися в подчинении между собой;
смешанные — в которых представлены и те и другие. Наиболее распространены вертикальные и смешанные конфликты, составляющие в среднем 70—85 % от всех конфликтов;
3. По источнику возникновения:
- объективно обусловленные — вызванные объективными причинами, устранить которые можно, только изменив объективную ситуацию;
- субъективно обусловленные — связанные с личностными особенностями конфликтующих людей, а также с ситуациями, которые создают преграды на пути удовлетворения их желаний, стремлений, интересов;

4. По своим функциям:
- созидательные (интегративные) — способствующие обновлению, внедрению новых структур, политики, лидерства;
- разрушительные (дезинтегративные) — дестабилизирующие социальные системы;

5. По длительности протекания:
- кратковременные — вызванные взаимным непониманием или ошибками сторон, которые быстро осознаются;
- затяжные — связанные с глубокими нравственно-психологическими травмами или с объективными трудностями. Длительность конфликта зависит как от предмета противоречия, так и от черт характеров столкнувшихся людей;

6. По своему внутреннему содержанию:
- рациональные — охватывающие сферу разумного, делового соперничества, перераспределения ресурсов;
- эмоциональные — в которых участники действуют на основе личной неприязни;

7. По способам и средствам разрешения конфликты бывают мирными и вооруженными:
8. По учету содержания проблем, вызвавших конфликтные действия, выделяют экономические, политические, семейно-бытовые, производственные, духовно-нравственные, правовые, экологические, идеологические и другие конфликты.
9. По форме: внутренние и внешние;
10. По характеру развития: преднамеренные и спонтанные;
11. По объему: глобальные, локальные, региональные, групповые и личные;
12. По используемым средствам: насильственные и ненасильственные;
13. По влиянию на ход развития общества: прогрессивные и регрессивные;
14. По сферам общественной жизни: экономические (или производственные), политические, этнические, семейно-бытовые.